# 库维尼翁
库维尼翁（法語：Couvignon，法語發音：[kuviɲɔ̃]）是法国奥布省的一个市镇，属于奥布河畔巴尔区。

## 地理
库维尼翁（48°12'28"N, 4°39'4"E）面积13.43 平方千米，位于法国大東部大區奥布省，该省份为法国中北部省份，北起马恩省，西接塞纳-马恩省，西南至约讷省，东南至科多尔省，东临上马恩省。
与库维尼翁接壤的市镇（或旧市镇、城区）包括：巴罗维尔、奥布河畔巴尔、贝热尔、方丹、默尔维尔、普罗韦维尔、斯普瓦、于尔维尔。

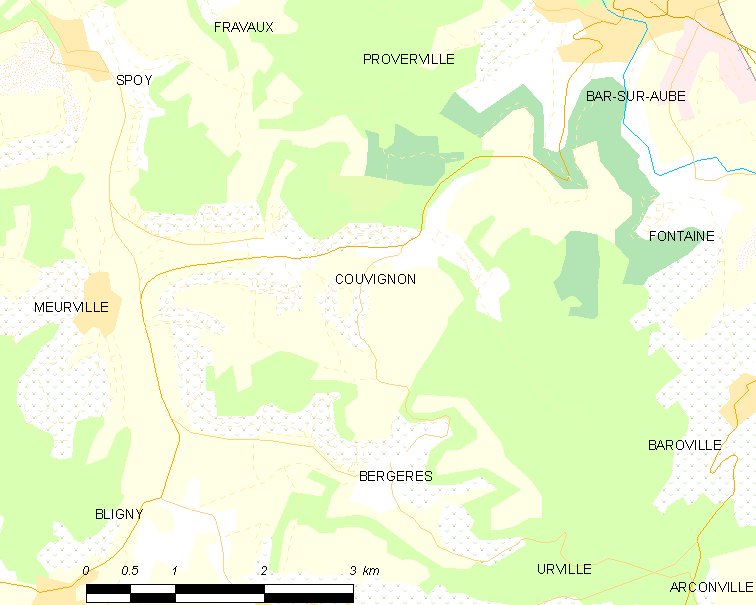
库维尼翁的OSM定位图

库维尼翁的时区为UTC+01:00、UTC+02:00（夏令时）。

## 行政
库维尼翁的邮政编码为10200，INSEE市镇编码为10113。

## 政治
库维尼翁所属的省级选区为奥布河畔巴尔县。

## 人口

1962-2008年间库维尼翁人口变化图示

库维尼翁于2022年1月1日时的人口数量为197人。